# Oncidium panduratoides
Oncidium panduratoides är en orkidéart som beskrevs av Mark W. Chase och Norris Hagan Williams. Oncidium panduratoides ingår i släktet Oncidium och familjen orkidéer. Inga underarter finns listade i Catalogue of Life.